# Max (lied)
Max is een nummer van de Italiaanse zanger Paolo Conte. Het nummer verscheen op het album Aguaplano uit 1987. Dat jaar werd het nummer tevens uitgebracht als single.

## Achtergrond
In "Max" bezingt Paolo Conte een overleden vriend. Het nummer bevat slechts een paar regels tekst en is verder instrumentaal. In een Nederlands interview uit 1988 vertelde Conte over dit nummer: ""Max" is nou net een liedje waarvan ik ook niet weet wat het wil zeggen. Maar daar is een reden voor. Ik wilde de muziek niet kapot maken met een stem. Dus wilde ik maar weinig woorden gebruiken en de rest allemaal muziek laten. Ik ben begonnen bij die Max, dat vond ik een mooie naam. Ik stelde hem me voor als een grote, brede man. Een vriend, maar iemand die bezig was met iets gevaarlijks, iets mysterieus’. Een vriend om toch een beetje op een afstand te houden dus. Het zou een autocoureur kunnen zijn, of iemand die paardrijdt ofzo. Ik weet het niet."
"Max" betekende de internationale doorbraak van Conte, ondanks dat hij al in 1974 zijn eerste album maakte. In de Nederlandse Top 40 kwam het nummer tot de zesde plaats. Ook in Vlaanderen behaalde het de hitparades met een 21e positie als hoogtepunt.

## Hitnoteringen

### Nederlandse Top 40
| Hitnotering: 30-01-1988 t/m 26-03-1988 | Hitnotering: 30-01-1988 t/m 26-03-1988 | Hitnotering: 30-01-1988 t/m 26-03-1988 | Hitnotering: 30-01-1988 t/m 26-03-1988 | Hitnotering: 30-01-1988 t/m 26-03-1988 | Hitnotering: 30-01-1988 t/m 26-03-1988 | Hitnotering: 30-01-1988 t/m 26-03-1988 | Hitnotering: 30-01-1988 t/m 26-03-1988 | Hitnotering: 30-01-1988 t/m 26-03-1988 | Hitnotering: 30-01-1988 t/m 26-03-1988 | Hitnotering: 30-01-1988 t/m 26-03-1988 |
| Week                                   | 1                                      | 2                                      | 3                                      | 4                                      | 5                                      | 6                                      | 7                                      | 8                                      | 9                                      |                                        |
| -------------------------------------- | -------------------------------------- | -------------------------------------- | -------------------------------------- | -------------------------------------- | -------------------------------------- | -------------------------------------- | -------------------------------------- | -------------------------------------- | -------------------------------------- | -------------------------------------- |
| Positie                                | 24                                     | 16                                     | 10                                     | 8                                      | 6                                      | 7                                      | 12                                     | 22                                     | 39                                     | uit                                    |

### Nationale Hitparade Top 100
| Hitnotering: 23-01-1988 t/m 16-04-1988 | Hitnotering: 23-01-1988 t/m 16-04-1988 | Hitnotering: 23-01-1988 t/m 16-04-1988 | Hitnotering: 23-01-1988 t/m 16-04-1988 | Hitnotering: 23-01-1988 t/m 16-04-1988 | Hitnotering: 23-01-1988 t/m 16-04-1988 | Hitnotering: 23-01-1988 t/m 16-04-1988 | Hitnotering: 23-01-1988 t/m 16-04-1988 | Hitnotering: 23-01-1988 t/m 16-04-1988 | Hitnotering: 23-01-1988 t/m 16-04-1988 | Hitnotering: 23-01-1988 t/m 16-04-1988 | Hitnotering: 23-01-1988 t/m 16-04-1988 | Hitnotering: 23-01-1988 t/m 16-04-1988 | Hitnotering: 23-01-1988 t/m 16-04-1988 | Hitnotering: 23-01-1988 t/m 16-04-1988 |
| Week                                   | 1                                      | 2                                      | 3                                      | 4                                      | 5                                      | 6                                      | 7                                      | 8                                      | 9                                      | 10                                     | 11                                     | 12                                     | 13                                     |                                        |
| -------------------------------------- | -------------------------------------- | -------------------------------------- | -------------------------------------- | -------------------------------------- | -------------------------------------- | -------------------------------------- | -------------------------------------- | -------------------------------------- | -------------------------------------- | -------------------------------------- | -------------------------------------- | -------------------------------------- | -------------------------------------- | -------------------------------------- |
| Positie                                | 43                                     | 22                                     | 12                                     | 11                                     | 10                                     | 10                                     | 11                                     | 19                                     | 25                                     | 37                                     | 38                                     | 60                                     | 79                                     | uit                                    |

### NPO Radio 2 Top 2000
| Nummer met noteringen in de NPO Radio 2 Top 2000 | '99 | '00 | '01 | '02 | '03 | '04 | '05 | '06 | '07 | '08 | '09 | '10 | '11 | '12 | '13 | '14 | '15 | '16 | '17 | '18  | '19  | '20  | '21  | '22  | '23  | '24  |
| ------------------------------------------------ | --- | --- | --- | --- | --- | --- | --- | --- | --- | --- | --- | --- | --- | --- | --- | --- | --- | --- | --- | ---- | ---- | ---- | ---- | ---- | ---- | ---- |
| Max                                              | 643 | 636 | 495 | 783 | 498 | 678 | 712 | 770 | 882 | 702 | 521 | 411 | 566 | 527 | 630 | 503 | 501 | 468 | 478 | 1102 | 1257 | 1182 | 1142 | 1297 | 1486 | 1562 |

1. ↑  Een vetgedrukt getal geeft de hoogste notering aan.